# Lac Kamitcanapisiskak
Lac Kamitcanapisiskak är en sjö i Kanada.   Den ligger i regionen Mauricie och provinsen Québec, i den sydöstra delen av landet, 280 km norr om huvudstaden Ottawa. Lac Kamitcanapisiskak ligger 483 meter över havet.
I omgivningarna runt Lac Kamitcanapisiskak växer i huvudsak blandskog. Trakten runt Lac Kamitcanapisiskak är nära nog obefolkad, med mindre än två invånare per kvadratkilometer.